# Schlacht von Duns
Die Schlacht von Duns (auch Schlacht von Duns Park) fand als unblutiges Ereignis im Jahr 1372 in der Nähe der heutigen Gemeinde Duns, Berwickshire in Schottland statt.

## Hintergrund und „Schlacht“
Als Vergeltung für vorangegangene Überfälle marschierte Henry Percy, zu dieser Zeit Warden of the English Marches, an der Spitze einer englischen Armee von etwa 7.000 Mann nach Schottland ein und traf dabei nur auf wenig Widerstand. Nachdem die Truppen den Tweed überquert hatten, schlugen sie in der Nähe von Duns ihr Lager auf, um auf Verstärkung aus Berwick zu warten.
Die schottischen Bauern und Schafhirten von Duns nutzten zu dieser Zeit mit Kieselsteinen gefüllte Gefäßrasseln, um wilde Tiere von ihren Feldern und Herden fernzuhalten. Sie schlichen sich des Nachts an das englische Lager an und verursachten dann mit diesen Rasseln einen „Höllenlärm“ (make a hideous noise). Aufgeschreckt von diesem Lärm gingen die englischen Schlachtrösser und Lasttiere durch und verwüsteten dabei das Lager. Die englischen Truppen erwachten in diesem Chaos. Ihrer Lasttiere beraubt und nicht in der Lage, die Ordnung schnell wiederherzustellen, zog sich die englische Armee am gleichen Tag über den Tweed zurück und ließ dabei fast die gesamte Ausrüstung zurück.